# Norbert Pielsticker
Norbert Pielsticker (* 1952 in Brilon) ist ein freischaffender deutscher Bildhauer.

## Leben
Nach dem Studium von 1973 bis 1980 an der Gesamthochschule Essen, Folkwang, Fachrichtung Kunst und Design sowie Bildhauerei bei den Professoren Max Kratz und Karl Bonner Abschluss als Diplom-Designer. Seitdem freischaffender Bildhauer und Designer. Lehrauftrag von 1980 bis 1986 an der Fachhochschule Dortmund im Fachbereich Design. Seit 1987 Tätigkeit in der Erwachsenenbildung und seit 2001 Lehrer am Berufskolleg Essen für Bühnenmaler und Bühnenplastiker. Er lebt heute in Mülheim an der Ruhr.

## Werk

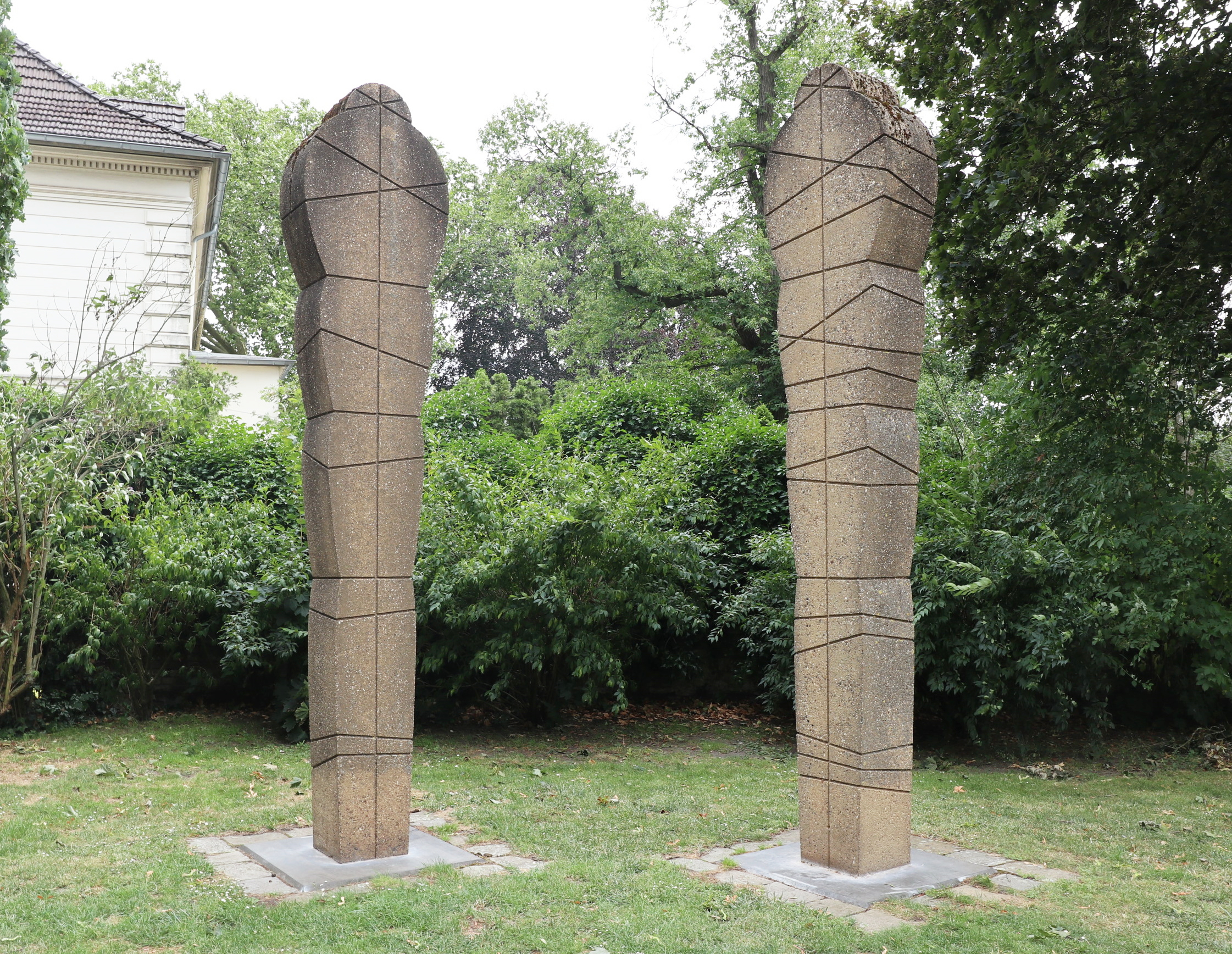
Skulptur MenschenZeichen in Essen-Kettwig

Er nennt seine mumienähnlichen Skulpturen „Menschenzeichen.“ Diese beschäftigen sich mit den Wandlungen des Lebensprozesses. Außerdem beschäftigt er sich mit der Herstellung von Bildern, die durch Oxidation auf der Leinwand entstehen. Dabei geht es um Transformationen, die nur bedingt steuerbar sind.

## Ausstellungen
Zahlreiche Einzel- und Gruppenausstellungen in Museen und Galerien, öffentlichen und privaten Einrichtungen. Seine Arbeiten sind in öffentlichem und privatem Besitz. Im Skulpturengarten auf dem Kettwiger Markt stehen zwei „Menschenzeichen“-Figuren von Pielsticker.